# Nuoto in acque libere ai campionati mondiali di nuoto 2022 - 10 km maschili
La gara dei 10 km in acque libere maschile dei campionati mondiali di nuoto 2022 è stata disputata il 29 giugno 2022 nelle acque del lago Lupa di Budakalász a partire dalle ore 12:00. Vi hanno preso parte 62 atleti provenienti da 39 nazioni.
La competizione è stata vinta dal nuotatore italiano Gregorio Paltrinieri, mentre l'argento e il bronzo sono andati rispettivamente all'altro italiano Domenico Acerenza e al tedesco Florian Wellbrock.

## Risultati
| Pos.    | Atleta                | Nazionalità   | Tempo     |
| ------- | --------------------- | ------------- | --------- |
| Oro     | Gregorio Paltrinieri  | Italia        | 1h50'56"8 |
| Argento | Domenico Acerenza     | Italia        | 1h50'58"2 |
| Bronzo  | Florian Wellbrock     | Germania      | 1h51'11"2 |
| 4       | Marc-Antoine Olivier  | Francia       | 1h51'11"5 |
| 5       | Dávid Betlehem        | Ungheria      | 1h51'29"8 |
| 6       | Mychajlo Romančuk     | Ucraina       | 1h51'41"6 |
| 7       | Niklas Frach          | Germania      | 1h51'45"8 |
| 8       | Nicholas Sloman       | Australia     | 1h51'58"1 |
| 9       | Jan Hercog            | Austria       | 1h53'07"9 |
| 10      | Logan Vanhuys         | Belgio        | 1h53'24"5 |
| 11      | Hector Pardoe         | Gran Bretagna | 1h53'41"7 |
| 12      | Brennan Gravley       | Stati Uniti   | 1h53'43"4 |
| 13      | Dylan Gravley         | Stati Uniti   | 1h53'45"8 |
| 14      | Alberto Martínez      | Spagna        | 1h54'25"0 |
| 15      | Ondřej Zach           | Rep. Ceca     | 1h54'27"8 |
| 16      | Taishin Minamide      | Giappone      | 1h54'28"5 |
| 17      | Hau-Li Fan            | Canada        | 1h54'29"6 |
| 18      | Joaquín Moreno        | Argentina     | 1h54'30"8 |
| 19      | Sacha Velly           | Francia       | 1h54'34"0 |
| 20      | Tiago Campos          | Portogallo    | 1h55'33"5 |
| 21      | Tobias Robinson       | Gran Bretagna | 1h55'39"2 |
| 22      | Ruan Breytenbach      | Sudafrica     | 1h55'40"1 |
| 23      | Cho Cheng-chi         | Taipei cinese | 1h55'54"6 |
| 24      | Franco Cassini        | Argentina     | 1h55'59"7 |
| 25      | Bruce Almeida         | Brasile       | 1h56'09"0 |
| 26      | Eric Brown            | Canada        | 1h56'15"0 |
| 27      | Diogo Cardoso         | Portogallo    | 1h56'18"4 |
| 27      | Tamaš Farkaš          | Serbia        | 1h57'19"2 |
| 29      | Taiki Nonaka          | Giappone      | 1h58'42"5 |
| 30      | Daniel Delgadillo     | Messico       | 1h59'28"0 |
| 31      | Connor Buck           | Sudafrica     | 1h59'42"6 |
| 32      | Bailey Armstrong      | Australia     | 2'00'02"7 |
| 33      | Zhang Ziyang          | Cina          | 2'00'54"7 |
| 34      | Krzysztof Chmielewski | Polonia       | 2'00'54"9 |
| 35      | Tang Haoyang          | Cina          | 2'01'20"4 |
| 36      | Park Jae-hun          | Corea del Sud | 2'01'21"3 |
| 37      | Burhanettin Hacısağır | Turchia       | 2'01'32"8 |
| 38      | William Yan Thorley   | Hong Kong     | 2'01'32"9 |
| 39      | Juan Alcívar          | Ecuador       | 2'01'37"4 |
| 40      | Ido Gal               | Israele       | 2'01'38"9 |
| 41      | Choi Yong-jin         | Corea del Sud | 2'01'50"1 |
| 42      | Keith Sin             | Hong Kong     | 2'02'08"1 |
| 43      | Artyom Lukasevits     | Singapore     | 2'02'29"2 |
| 44      | Tanakrit Kittiya      | Thailandia    | 2'03'05"6 |
| 45      | Anurag Singh          | India         | 2'03'16"4 |
| 46      | Jahir López           | Ecuador       | 2'03'23"2 |
| 47      | Paulo Strehlke        | Messico       | 2'04'04"3 |
| 48      | Maximiliano Paccot    | Uruguay       | 2'05'01"3 |
| 49      | Jeison Rojas          | Costa Rica    | 2'05'01"4 |
| 50      | Cho Pei-chi           | Taipei cinese | 2'05'24"0 |
| 51      | Lev Cherepanov        | Kazakistan    | 2'08'15"0 |
| 52      | Ritchie Oh            | Singapore     | 2'08'26"5 |
| 53      | Joaquín Devoto        | Perù          | 2'09'41"4 |
| 54      | Jamarr Bruno          | Porto Rico    | 2'10'35"0 |
| 55      | Damien Payet          | Seychelles    | 2'13'54"9 |
| 56      | Suabsakul Kumton      | Thailandia    | 2'17'49"7 |
| 57      | Diego Ortiz           | Porto Rico    | 2'18'44"0 |
| 58      | Santiago Reyes        | Guatemala     | 2'20'53"1 |
| -       | Guilherme da Costa    | Brasile       | dnf       |
| -       | Kristóf Rasovszky     | Ungheria      | dnf       |
| -       | Asterios Daldogiannis | Grecia        | dnf       |
| -       | Matěj Kozubek         | Rep. Ceca     | dnf       |
| -       | Athanasios Kynigakis  | Grecia        | dns       |
| -       | Matan Roditi          | Israele       | dns       |